# Ваан Маміконян
Ваан Маміконян (вірм. Վահան Մամիկոնյան 440–505 / 6) — середньовічний вірменський спарапет (воєначальник). Марзпан (перський намісник) Вірменії з 485 року.

## Біографія
Ваан народився між 440 і 445 роками, його батьком був Амаяк Маміконян, молодший брат спарапета Вардана Маміконяна (пом. 451). Втративши батька ще у дитинстві, Ваан разом з братами був вивезений заручником в Персію. Пізніше був викуплений грузинським князем Аршушей, чоловіком сестри його матері .

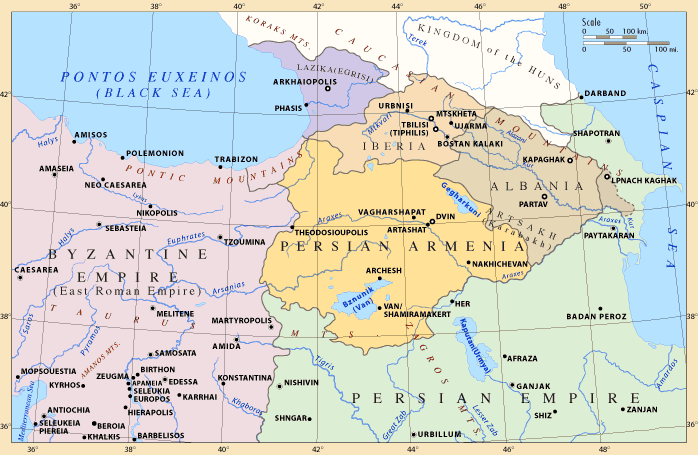
Перська Вірменія (помаранчевим кольором)

Повернувшись на батьківщину, очолив повстання християнських народів Кавказу проти Сасанидскої Персії, останні намагалися викорінити християнство з Вірменії, Грузії та Кавказької Албанії і насадити в цих країнах зороастризм (офіційну релігію Персії) і остаточно підпорядкувати їх персам .
Після поразки перських військ у війні з ефталітамі (білими гунами) на сході Персії і загибелі шахіншаха Пероза його брат і наступник Балаш (484—488) уклав мир з Вааном і отримав його підтримку в боротьбі зі своїм братом і суперником Зарером (Зареха). Вірменські війська розбили прихильників Зарера, а сам він втік у гори і був убитий.
Після цього Ваан був наближений до шахського двору і незабаром призначений марзпаном (намісником) Вірменії з резиденцією в Двіні (485). Умови мирного договору з повсталими передбачали утвердження в Вірменії християнства як державної релігії, заборона там зороастризму і руйнування зороастрійских храмів. Шахиншах Балаш, в надії встановити міцний мир, задовольнив вимоги вірмен; його правління в цілому відрізнялося толерантним ставленням до християн.
У майбутньому Сасаніди не намагалися насаджувати зороастризм ні в Вірменії, ні в інших залежних від них країнах Кавказу, в чому чимала заслуга належить Ваан Маміконяну. При ньому був відновлений соборний храм Вагаршапат (Ечміадзін) і засновані там монастир і братство. Настоятелем монастиря він призначив Лазаря Парпеці, свого друга, який виховувався матір'ю Ваана разом з її 4 дітьми і, цілком ймовірно, перебував у родинних зв'язках з родиною Маміконянів. За велінням Ваана Лазар написав «Історію Вірменії». Цінні відомості про час Ваана збереглися в адресованому йому Посланні Лазаря Парпеці.